# Lijst van voetbalinterlands Engeland - San Marino
Deze lijst van voetbalinterlands is een overzicht van alle officiële voetbalwedstrijden tussen de nationale teams van Engeland en San Marino. De landen speelden tot op heden acht keer tegen elkaar. Het eerste duel was een kwalificatiewedstrijd voor het Wereldkampioenschap voetbal 1994, die werd gespeeld op 17 februari 1993 in Londen. De laatste ontmoeting, een kwalificatiewedstrijd voor het Wereldkampioenschap voetbal 2022, vond plaats in Serravalle op 15 november 2021.

## Wedstrijden
| № | Plaats     | Datum            | Competitie           | Wedstrijd             | Uitslag |
| - | ---------- | ---------------- | -------------------- | --------------------- | ------- |
| 1 | Londen     | 17 februari 1993 | WK 1994 kwalificatie | Engeland – San Marino | 6 – 0   |
| 2 | Bologna    | 17 november 1993 | WK 1994 kwalificatie | San Marino – Engeland | 1 – 7   |
| 3 | Londen     | 12 oktober 2012  | WK 2014 kwalificatie | Engeland − San Marino | 5 − 0   |
| 4 | Serravalle | 23 maart 2013    | WK 2014 kwalificatie | San Marino − Engeland | 0 − 8   |
| 5 | Londen     | 9 oktober 2014   | EK 2016 kwalificatie | Engeland – San Marino | 5 – 0   |
| 6 | Serravalle | 5 september 2015 | EK 2016 kwalificatie | San Marino − Engeland | 0 − 6   |
| 7 | Londen     | 25 maart 2021    | WK 2022 kwalificatie | Engeland − San Marino | 5 – 0   |
| 8 | Serravalle | 15 november 2021 | WK 2022 kwalificatie | San Marino − Engeland | 0 − 10  |

## Samenvatting
| Competitie      | Totaal gespeeld | Winst Engeland | Gelijk | Winst San Marino | Doelsaldo Engeland – San Marino |
| --------------- | --------------- | -------------- | ------ | ---------------- | ------------------------------- |
| WK-kwalificatie | 6               | 6              | 0      | 0                | 41 − 1                          |
| EK-kwalificatie | 2               | 2              | 0      | 0                | 11 − 0                          |
| Totaal          | 8               | 8              | 0      | 0                | 52 − 1                          |

## Details

### Eerste ontmoeting
| WK 1994 kwalificatie (Londen, Verenigd Koninkrijk, 17 februari 1993):                                                                   |              | |
| Engeland | 6 – 0        | San Marino |
| David Platt 13' David Platt 24' David Platt 67' Carlton Palmer 78' David Platt 83' Les Ferdinand 86'                                    | goals        | |
| Graham Taylor | bondscoach   | Giorgio Leoni |
| Chris Woods Lee Dixon Tony Dorigo Carlton Palmer Des Walker Tony Adams David Batty David Platt Paul Gascoigne Les Ferdinand John Barnes | opstellingen | Pierluigi Benedettini Bruno Muccioli Mirco Gennari Loris Zanotti Claudio Canti William Guerra Pier Angelo Manzaroli Marco Mazza 64' Nicola Bacciocchi Massimo Bonini 81' Fabio Francini |
| | wissels      | 64' Paolo Mazza 81' Ivan Matteoni |
| | gele kaarten | 44' William Guerra 84' Massimo Bonini |
| - Debuut van aanvaller Les Ferdinand (Queen's Park Rangers) voor Engeland.                                                              |              | |

### Tweede ontmoeting
| WK 1994 kwalificatie (Bologna, Italië, 17 november 1993): |              | |
| San Marino | 1 – 7        | Engeland |
| Davide Gualtieri 1' | goals        | 21' Paul Ince 34' Ian Wright 38' Les Ferdinand 46' Ian Wright 73' Paul Ince 78' Ian Wright 90' Ian Wright                               |
| Giorgio Leoni | bondscoach   | Graham Taylor |
| Pierluigi Benedettini Mauro Valentini 47' Mirco Gennari Loris Zanotti Claudio Canti William Guerra Pier Angelo Manzaroli Pier Domenico Della Valle Nicola Bacciocchi 62' Massimo Bonini Davide Gualtieri | opstellingen | David Seaman Lee Dixon Gary Pallister Des Walker Stuart Pearce Stuart Ripley Paul Ince David Platt Andy Sinton Ian Wright Les Ferdinand |
| Luca Gobbi 47' Paolo Mazza 62' | wissels      | |
| Davide Gualtieri 17' William Guerra 61' | gele kaarten | |
| - Debuut van Stuart Ripley (Blackburn Rovers) voor Engeland. |              | |

### Derde ontmoeting
| WK 2014 kwalificatie (Londen, Verenigd Koninkrijk, 12 oktober 2012):                                     |       |            |
| Engeland                                                                                                 | 5 – 0 | San Marino |
| Wayne Rooney 35' (pen.) Danny Welbeck 37' Wayne Rooney 70' Danny Welbeck 72' Alex Oxlade-Chamberlain 77' | goals |            |

### Vierde ontmoeting
| WK 2014 kwalificatie (Serravalle, San Marino, 23 maart 2013): |       | |
| San Marino                                                    | 0 – 8 | Engeland |
|                                                               | goals | 12' (e.d.) Alessandro Della Valle 29' Alex Oxlade-Chamberlain 35' Jermain Defoe 39' Ashley Young 42' Frank Lampard 54' Wayne Rooney 56' Daniel Sturridge 77' Jermain Defoe |

### Vijfde ontmoeting
| EK 2016 kwalificatie (scheidsrechter Marcin Borski, Londen, 9 oktober 2014):                                                                                      |              | |
| Engeland | 5 – 0        | San Marino |
| Phil Jagielka 25' Wayne Rooney 43' (pen.) Danny Welbeck 49' Andros Townsend 72' Alessandro Della Valle 78' (e.d.)                                                 | goals        | |
| Roy Hodgson | bondscoach   | Pierangelo Manzaroli |
| Joe Hart Phil Jagielka Gary Cahill Kieran Gibbs Calum Chambers James Milner Jordan Henderson 46' Jack Wilshere Raheem Sterling 46' Wayne Rooney Danny Welbeck 66' | opstellingen | Aldo Simoncini Fabio Vitaioli 74' Mirko Palazzi Alessandro Della Valle Cristian Brolli Nicola Chiaruzzi Manuel Battistini 63' Luca Tosi 87' Andy Selva Matteo Vitaioli José Hirsch |
| Alex Oxlade-Chamberlain 46' Adam Lallana 46' Andros Townsend 66'                                                                                                  | wissels      | 63' Lorenzo Gasperoni 74' Lorenzo Buscarini 87' Danilo Ezequiel Rinaldi |
| James Milner 37' | gele kaarten | 43' Andy Selva 90' Danilo Ezequiel Rinaldi |

### Zesde ontmoeting
| EK 2016 kwalificatie (scheidsrechter Leontios Trattou, Serravalle, 5 september 2015): |              | |
| San Marino | 0 – 6        | Engeland |
| | goals        | 13' (pen.) Wayne Rooney 30' (e.d.) Cristian Brolli 46' Ross Barkley 68' Theo Walcott 77' Harry Kane 78' Theo Walcott                                              |
| Pierangelo Manzaroli | bondscoach   | Roy Hodgson |
| Aldo Simoncini Davide Simoncini 80' Mirko Palazzi Cristian Brolli Marco Berardi Giovanni Bonini 72' Nicola Chiaruzzi Manuel Battistini Andy Selva 75' Matteo Vitaioli José Hirsch                                                                             | opstellingen | Joe Hart Phil Jagielka Nathaniel Clyne John Stones Luke Shaw 58' James Milner Jonjo Shelvey 67' Alex Oxlade-Chamberlain Ross Barkley 59' Wayne Rooney Jamie Vardy |
| Luca Tosi 72' Danilo Ezequiel Rinaldi 75' Alessandro Della Valle 80' | wissels      | 58' Fabian Delph 59' Harry Kane 67' Theo Walcott |
| Marco Berardi 12' | gele kaarten | |
| - Debuut van Marco Berardi (SS Folgore/Falciano) voor San Marino. - Engeland plaatst zich als eerste land voor het Europees kampioenschap voetbal 2016. - Wayne Rooney maakt zijn 49ste doelpunt voor Engeland en evenaart het record van sir Bobby Charlton. |              | |

FA · A-internationals · Selecties · Bondscoaches · Engels vrouwenelftal · Brits olympisch elftal · Engeland -21 · Engeland -20 · Engeland -19 · Engeland -18 · Engeland -17 · Engeland -16 · Vrouwen -17
1872 – 1899 ·
1900 – 1919 ·
1920 – 1929 ·
1930 – 1939 ·
1940 – 1949 ·
1950 – 1959 ·
1960 – 1969 ·
1970 – 1979 ·
1980 – 1989 ·
1990 – 1999 ·
2000 – 2009 ·
2010 – 2019 ·
2020 − 2029
EK's: 1968 ·
1980 ·
1988 ·
1992 ·
1996 ·
2000 ·
2004 ·
2012 · 
2016 · 
2020 · 
2024
WK's: 1950 ·
1954 ·
1958 ·
1962 ·
1966 ·
1970 ·
1982 ·
1986 ·
1990 ·
1998 ·
2002 ·
2006 ·
2010 ·
2014 ·
2018 · 
2022
Albanië ·
Algerije ·
Andorra ·
Argentinië ·
Australië ·
Azerbeidzjan ·
België ·
Bosnië en Herzegovina ·
Brazilië ·
Bulgarije ·
Canada ·
Chili ·
China ·
Colombia ·
Costa Rica ·
Cyprus ·
Denemarken ·
DDR · 
Duitsland ·
Ecuador ·
Egypte ·
Estland ·
Finland ·
Frankrijk ·
Georgië ·
Ghana ·
GOS ·
Griekenland ·
Honduras ·
Hongarije ·
Ierland ·
IJsland · 
Iran ·
Israël ·
Italië ·
Ivoorkust ·
Jamaica ·
Japan ·
Joegoslavië ·
Kameroen ·
Kazachstan ·
Koeweit ·
Kosovo ·
Kroatië ·
Liechtenstein ·
Litouwen ·
Luxemburg ·
Maleisië ·
Malta ·
Marokko ·
Mexico ·
Moldavië ·
Montenegro ·
Nederland ·
Nieuw-Zeeland ·
Nigeria ·
Noord-Ierland ·
Noord-Macedonië ·
Noorwegen ·
Oekraïne ·
Oostenrijk ·
Panama · 
Paraguay ·
Peru · 
Polen ·
Portugal ·
Roemenië ·
Rusland ·
San Marino · 
Saoedi-Arabië ·
Schotland ·
Senegal ·
Servië ·
Servië en Montenegro · 
Slovenië ·
Slowakije ·
Sovjet-Unie ·
Spanje ·
Trinidad en Tobago ·
Tsjechië ·
Tsjecho-Slowakije ·
Tunesië ·
Turkije ·
Uruguay ·
Verenigde Staten ·
Wales ·
Wit-Rusland ·
Zuid-Afrika ·
Zuid-Korea ·
Zweden ·
Zwitserland
Algerije (2010) · 
Argentinië (1986) · 
Argentinië (1998) · 
Argentinië (2002) · 
België (1990) · 
België (2018, 1) · 
België (2018, 2) · 
Brazilië (2002) · 
Colombia (1998) ·
Colombia (2018) ·
Costa Rica (2014) ·
Denemarken (2002) ·
Denemarken (2021) · 
Duitsland (2000) ·
Duitsland (2010) ·
Duitsland (2021) ·
Ecuador (2006) ·
Egypte (1990) ·
Frankrijk (1982) ·
Frankrijk (2012) ·
Frankrijk (2022) ·
Ierland (1990) · 
IJsland (2016) ·
Italië (1990) · 
Italië (2012) · 
Italië (2014) · 
Italië (2021) · 
Kameroen (1990) · 
Koeweit (1982) · 
Kroatië (2018) ·
Kroatië (2021) · 
Marokko (1986) · 
Nederland (1990) · 
Nigeria (2002) · 
Oekraïne (2012) · 
Oekraïne (2021) ·
Panama (2018) · 
Paraguay (1986) · 
Paraguay (2006) · 
Polen (1986) · 
Portugal (1986) · 
Portugal (2000) · 
Portugal (2006) · 
Roemenië (1998) ·
Roemenië (2000) ·
Rusland (2016) ·
Schotland (2021) ·
Senegal (2022) ·
Slovenië (2010) ·
Slowakije (2016) ·
Spanje (1982) ·
Spanje (2024) ·
Trinidad en Tobago (2006) ·
Tsjechië (2021) ·
Tsjecho-Slowakije (1982) ·
Tunesië (1998) ·
Tunesië (2018) ·
Uruguay (2014) ·
Verenigde Staten (2010) ·
Wales (2016) · 
West-Duitsland (1966) ·
West-Duitsland (1982) ·
West-Duitsland (1990) ·
Zweden (2002) ·
Zweden (2006) · 
Zweden (2012)
FSGC · A-internationals · Bondscoaches · Statistieken · San Marino U21 · San Marino U19 · San Marino U18 · San Marino U17 · San Marino U16
1986 – 1989 · 1990 – 1999 · 2000 – 2009 · 2010 – 2019 · 2020 – 2029
2000 · 2001 · 2002 · 2003 · 2004 · 2005 · 2006 · 
Albanië · 
Andorra ·
Azerbeidzjan ·
België · 
Bosnië en Herzegovina · 
Bulgarije ·
Canada ·
Cyprus ·
Denemarken ·
Duitsland · 
Engeland · 
Estland · 
Faeröer · 
Finland · 
Gibraltar · 
Griekenland · 
Hongarije · 
Ierland · 
IJsland ·
Israël · 
Italië · 
Kaapverdië ·
Kazachstan ·
Kosovo ·
Kroatië · 
Letland · 
Libanon · 
Liechtenstein · 
Litouwen · 
Luxemburg ·
Malta ·
Moldavië ·
Montenegro ·
Nederland · 
Noord-Ierland · 
Noorwegen ·
Oekraïne ·
Oostenrijk · 
Polen · 
Roemenië · 
Rusland · 
Saint Kitts en Nevis ·
Saint Lucia ·
Schotland · 
Servië en Montenegro · 
Seychellen ·
Slovenië · 
Slowakije · 
Spanje · 
Syrië ·
Tsjechië · 
Turkije · 
Wales · 
Wit-Rusland · 
Zweden · 
Zwitserland
Nederland (2011)